# Старые Клокочены
Старые Клокочены (рум. Clococenii Vechi, Клокочений Векь) — село в Глодянском районе Молдавии. Наряду с сёлами Балатина, Липовец, Новые Томешты и Старые Томешты входит в состав коммуны Балатина.

## История
Село было основано в период между двумя мировыми войнами переселенцами из украинского села Костичены Черновицкой области.

## География
Село расположено на высоте 129 метров над уровнем моря.

## Население
По данным переписи населения 2004 года, в селе Старые Клокочены проживает 776 человек (374 мужчины, 402 женщины).
Этнический состав села:
| Национальность | Число жителей | Процентный состав |
| -------------- | ------------- | ----------------- |
| молдаване      | 764           | 98.45             |
| румыны         | 5             | 0.64              |
| русские        | 3             | 0.39              |
| украинцы       | 2             | 0.26              |
| прочие         | 2             | 0.26              |
| Всего          | 776           | 100%              |